# Oggetto transnettuniano
Un oggetto transnettuniano è un corpo celeste appartenente al sistema solare la cui orbita si trova interamente o per la maggior parte oltre a quella di Nettuno. I termini fascia di Kuiper o nube di Oort sono comunemente utilizzati per designare alcune regioni dello spazio situate oltre l'orbita di Nettuno.

## Storia

### Scoperta di Plutone
Già agli inizi del XX secolo si riteneva necessario postulare la presenza di uno o più pianeti ignoti al di là dell'orbita di Nettuno, la cui attrazione gravitazionale giustificasse le anomalie orbitali osservate nel moto dei pianeti conosciuti. La ricerca dette come frutto la scoperta di Plutone, un pianeta nano, troppo piccolo per spiegare le variazioni dei parametri orbitali dei giganti gassosi. In seguito nuove misure della massa di Nettuno mostrarono che i calcoli precedenti erano sbagliati, e che non vi è alcun pianeta di grande massa da scoprire nel sistema solare esterno.
Tra i numerosi oggetti transnettuniani oggi conosciuti, Plutone fu il più semplice da trovare perché possiede la magnitudine apparente minima (a cui corrisponde la luminosità maggiore) tra di essi. Inoltre, la sua orbita presenta un'inclinazione inferiore rispetto ad altri grandi oggetti transnettuniani; di conseguenza, appare più vicino alla linea dell'eclittica (la traiettoria apparente percorsa dal Sole e dai pianeti visti dalla Terra), sulla quale ci si aspettava di trovare agli inizi del Novecento l'eventuale pianeta mancante.

### Scoperta degli altri oggetti transnettuniani
Dopo la scoperta di Plutone, Tombaugh proseguì le sue ricerche per alcuni anni, ma non trovò altri oggetti transnettuniani. L'unico oggetto oggi noto che Tombaugh avrebbe potuto individuare è Makemake, presente allora come un oggetto della 16ª magnitudine in prossimità del bordo tra le costellazioni del Toro e dell'Auriga, posizione assai prossima alla Via Lattea e, così, Makemake rimase celato dal denso sfondo di stelle.
Dopo Clyde Tombaugh, per lungo tempo nessuno cercò altri oggetti orbitanti oltre Nettuno. Infatti, si credeva che Plutone fosse l'unico oggetto di dimensioni notevoli della fascia di Kuiper. Soltanto dopo la scoperta di un secondo TNO, 15760 Albion, nel 1992, furono avviate ricerche sistematiche per l'individuazione di nuovi corpi. Furono scattate fotografie di una ampia fascia di cielo a cavallo dell'eclittica e analizzate in digitale alla ricerca di oggetti in moto lentamente. In questo modo, furono individuati centinaia di TNO, con diametri variabili tra i 50 ed i 2500 km.
Il 31 maggio 2008 è stato scoperto il primo oggetto transnettuniano che percorre un'orbita retrograda. Designato provvisoriamente 2008 KV42 e soprannominato "Drac", presenta un'orbita caratterizzata da un'inclinazione orbitale di 103,4°, un'eccentricità di 0,508 e 42,536 UA di semiasse maggiore. Nei punti di massimo (perielio) e minimo (afelio) avvicinamento al Sole, raggiunge le distanze di 20,926 UA e 64,147 UA rispettivamente. Difficilmente l'oggetto può essersi formato su una tale orbita ai primordi del Sistema solare. Sono stati proposti diversi meccanismi per spiegare la sua presenza, inclusa l'esistenza oltre Nettuno di un grande serbatoio di oggetti con elevata inclinazione che potrebbe essere l'origine anche dei corpi appartenenti alla famiglia cometaria di Halley.

## I corpi principali

Dimensioni relative, colori e albedo dei più grandi oggetti transnettuniani, calcolati con il programma Eurocommuter~commonswiki. Sono mostrati anche i relativi satelliti e la forma particolare di Haumea (2003 EL61) dovuta alla sua rapida rotazione. Gli archi ombreggiati rappresentano l'incertezza sulle dimensioni.

Segue un prospetto dei principali oggetti transnettuniani conosciuti; i primi quattro sono ufficialmente classificati come pianeti nani.
- Plutone, con i suoi satelliti naturali Caronte, Stige, Notte, Cerbero e Idra
- Eris, oggetto del disco diffuso e attualmente il più grande oggetto transnettuniano conosciuto dopo Plutone[6], con il suo satellite Disnomia
- Haumea,  pianeta nano della classe dei plutoidi[7][8]
- Makemake, cubewano e pianeta nano della classe dei plutoidi[9]
- Gonggong, oggetto del disco diffuso, ha una magnitudine assoluta (H) di 1,9 e un diametro dell'ordine dei 1230 km che ne fa il terzo oggetto conosciuto presente oltre l'orbita di Nettuno. È probabilmente un pianeta nano, con un satellite di circa 300 km di diametro.[10][11]
- Albion, prototipo della categoria cubewano, con un diametro di circa 160 km [12]
- 1996 TL66, oggetto del disco diffuso con diametro stimato attorno ai 630 km
- Varuna, cubewano con diametro stimato pari a circa 654 chilometri
- Issione, plutino con diametro stimato inferiore agli 800 km
- Sedna, oggetto transnettuniano di grandi dimensioni, ancora non classificato
- Orco, plutino con un diametro approssimativamente di 910 km. Ha un satellite denominato Vanth[13][14]
- Quaoar, un cubewano di grandi dimensioni, con un diametro di circa 1200 km e un satellite denominato Weywot.[13][15]